# Mistrzostwa Europy w Biathlonie 2004
Mistrzostwa Europy w Biathlonie 2004 odbyły się w stolicy Białorusi – Mińsku, w dniach 18 lutego – 22 lutego 2004 roku. Rozegrane zostały 4 konkurencje: bieg indywidualny, bieg sprinterski, bieg pościgowy i bieg sztafetowy. Wszystkie konkurencje zostały rozegrane dla mężczyzn i kobiet seniorów oraz juniorów. W sumie odbyło się 16 biegów.

## Wyniki kobiet

### Bieg sprinterski – 7,5 km[1]
- Data: 18 lutego 2004

| Medal | Zawodnik           | Narodowość | Strzelanie | Wynik   | Strata  |
| ----- | ------------------ | ---------- | ---------- | ------- | ------- |
|       | Ołena Zubryłowa    | Białoruś   | 0+2        | 21:56,6 |         |
|       | Ołena Petrowa      | Ukraina    | 0+0        | 22:05,9 | +9,3    |
|       | Irina Malgina      | Rosja      | 1+1        | 22:38,7 | +42,1   |
| ...   | ...                | ...        | ...        | ...     | ...     |
| 20.   | Magdalena Gwizdoń  | Polska     | 1+2        | 23:42,7 | +1:46,1 |
| 29.   | Magdalena Grzywa   | Polska     | 1+2        | 24:29,1 | +2:32,5 |
| 33.   | Katarzyna Ponikwia | Polska     | 0+2        | 25:02,4 | +3:05,8 |

### Bieg pościgowy – 10 km[2]
- Data: 19 lutego 2004

| Medal | Zawodnik            | Narodowość | Strzelanie | Wynik    | Strata  |
| ----- | ------------------- | ---------- | ---------- | -------- | ------- |
|       | Ołena Petrowa       | Ukraina    | 1+0+0+0    | 30:41,88 |         |
|       | Jekatierina Iwanowa | Białoruś   | 1+0+1+0    | 31:18,18 | +36,3   |
|       | Ołena Zubryłowa     | Białoruś   | 1+0+2+2    | 32:15,46 | +1:33,6 |
| ...   | ...                 | ...        | ...        | ...      | ...     |
| 15.   | Magdalena Grzywa    | Polska     | 0+0+0+0    | 34:01,77 | +3:19,9 |
| 29.   | Katarzyna Ponikwia  | Polska     | 1+0+2+1    | 37:15,63 | +6:33,8 |

### Bieg indywidualny – 15 km[3]
- Data: 21 lutego 2004

| Medal | Zawodnik           | Narodowość | Strzelanie | Wynik   | Strata  |
| ----- | ------------------ | ---------- | ---------- | ------- | ------- |
|       | Ekaterina Dafowska | Bułgaria   | 0+2+0+0    | 46:14,7 |         |
|       | Ołena Zubryłowa    | Białoruś   | 0+1+0+1    | 46:35,7 | +21,0   |
|       | Pawlina Filipowa   | Bułgaria   | 1+1+0+0    | 47:19,6 | +1:04,9 |
| ...   | ...                | ...        | ...        | ...     | ...     |
| 12.   | Magdalena Gwizdoń  | Polska     | 1+2+0+1    | 49:22,4 | +3:07,7 |
| 14.   | Magdalena Grzywa   | Polska     | 0+1+0+2    | 49:37,8 | +3:23,1 |
| 34.   | Katarzyna Ponikwia | Polska     | 0+2+2+2    | 55:43,7 | +9:29,0 |

### Bieg sztafetowy – 4×6km[4]
- Data: 22 lutego 2004

| Medal | Drużyna                                                                             | Strzelanie                               | Wynik     | Strata  |
| ----- | ----------------------------------------------------------------------------------- | ---------------------------------------- | --------- | ------- |
|       | Rosja · Olga Anisimowa · Swietłana Czernousowa · Natalja Sokołowa · Irina Malgina   | 0+3 0+6 0+0 0+1 0+1 0+3 0+1 0+0 0+1 0+2  | 1:11:36,8 |         |
|       | Białoruś · Jekatierina Iwanowa · Ludmiła Anańka · Olga Nazarowa · Ołena Zubryłowa   | 0+6 1+5 0+0 1+3 0+3 0+0 0+1 0+0 0+2 0+2  | 1:12:37,0 | +1:00,2 |
|       | Niemcy · Katharina Echter · Ina Menzel · Romy Beer · Sabrina Buchholz               | 1+6 0+3 0+1 0+2 0+2 0+0 0+0 0+0 1+3 0+1  | 1:13:14,7 | +1:37,9 |
| ...   | ...                                                                                 | ...                                      | ...       | ...     |
| 8.    | Polska · Krystyna Pałka · Magdalena Gwizdoń · Katarzyna Ponikwia · Magdalena Grzywa | 7+12 0+7 2+3 0+1 0+3 0+3 2+3 0+2 3+3 0+1 | 1:19:16,0 | +7:39,2 |

## Wyniki kobiet (juniorki)

### Bieg sprinterski – 7,5 km[5]
- Data: 18 lutego 2004

| Medal | Zawodnik             | Narodowość | Strzelanie | Wynik   | Strata  |
| ----- | -------------------- | ---------- | ---------- | ------- | ------- |
|       | Uljana Dienisowa     | Rosja      | 0+1        | 23:09,0 |         |
|       | Krystyna Pałka       | Polska     | 0+1        | 23:24,8 | +15,8   |
|       | Tereza Hlavsová      | Czechy     | 0+0        | 24:01,5 | +52,5   |
| ...   | ...                  | ...        | ...        | ...     | ...     |
| 11.   | Angelika Szrubianiec | Polska     | 1+0        | 25:14,9 | +2:05,9 |
| 12.   | Paulina Bobak        | Polska     | 0+1        | 25:19,2 | +2:10,2 |
| 13.   | Magdalena Nykiel     | Polska     | 1+1        | 25:31,2 | +2:22,2 |

### Bieg pościgowy – 10 km[6]
- Data: 19 lutego 2004

| Medal | Zawodnik             | Narodowość | Strzelanie | Wynik    | Strata  |
| ----- | -------------------- | ---------- | ---------- | -------- | ------- |
|       | Krystyna Pałka       | Polska     | 1+0+0+2    | 32:43,67 |         |
|       | Anastasija Kuźmina   | Rosja      | 2+4+0+1    | 35:09,02 | +2:25,4 |
|       | Uljana Dienisowa     | Rosja      | 4+2+2+3    | 35:33,10 | +2:49,5 |
| ...   | ...                  | ...        | ...        | ...      | ...     |
| 7.    | Magdalena Nykiel     | Polska     | 1+1+1+2    | 36:21,07 | +3:37,4 |
| 9.    | Paulina Bobak        | Polska     | 0+1+1+1    | 36:40,36 | +3:56,7 |
| 17.   | Angelika Szrubianiec | Polska     | 3+1+2+1    | 38:29,71 | +5:46,1 |

### Bieg indywidualny – 12,5 km[7]
- Data: 21 lutego 2004

| Medal | Zawodnik             | Narodowość | Strzelanie | Wynik   | Strata  |
| ----- | -------------------- | ---------- | ---------- | ------- | ------- |
|       | Jelena Dawgul        | Rosja      | 0+1+1+0    | 42:09,8 |         |
|       | Natalja Burdyga      | Rosja      | 0+1+1+1    | 42:51,9 | +42,1   |
|       | Alexandra Stoian     | Rumunia    | 0+2+1+1    | 44:59,1 | +2:49,3 |
| 4.    | Krystyna Pałka       | Polska     | 0+2+2+2    | 45:35,1 | +3:25,3 |
| ...   | ...                  | ...        | ...        | ...     | ...     |
| 15.   | Angelika Szrubianiec | Polska     | 1+4+0+1    | 49:00,0 | +6:50,2 |
| 17.   | Tiffany Tyrała       | Polska     | 2+2+0+1    | 49:16,5 | +7:06,7 |
| 18.   | Magdalena Nykiel     | Polska     | 2+2+2+3    | 49:37,5 | +7:27,7 |

### Bieg sztafetowy – 3×6km[8]
- Data: 22 lutego 2004

| Medal | Drużyna                                                          | Strzelanie                      | Wynik     | Strata  |
| ----- | ---------------------------------------------------------------- | ------------------------------- | --------- | ------- |
|       | Rosja · Jelena Dawgul · Anastasija Kuźmina · Natalja Burdyga     | 3+6 0+2 0+0 0+0 1+3 0+1 2+3 0+1 | 58:03,5   |         |
|       | Polska · Paulina Bobak · Angelika Szrubianiec · Magdalena Nykiel | 0+5 4+6 0+0 0+0 0+2 2+3 0+3 2+3 | 1:00:18,7 | +2:15,2 |
|       | Czechy · Tereza Hlavsová · Michaela Balatková · Klara Moravcová  | 2+5 3+8 0+1 1+3 2+3 0+2 0+1 2+3 | 1:00:55,4 | +2:51,9 |

## Wyniki mężczyzn

### Bieg sprinterski – 10 km[9]
- Data: 18 lutego 2004

| Medal | Zawodnik          | Narodowość | Strzelanie | Wynik   | Strata  |
| ----- | ----------------- | ---------- | ---------- | ------- | ------- |
|       | Alaksandr Syman   | Białoruś   | 0+0        | 28:09,4 |         |
|       | Tomasz Sikora     | Polska     | 1+0        | 28:28,7 | +19,3   |
|       | Władimir Draczew  | Białoruś   | 1+1        | 28:47,2 | +37,8   |
| ...   | ...               | ...        | ...        | ...     | ...     |
| 8.    | Wiesław Ziemianin | Polska     | 0+1        | 29:18,3 | +1:08,9 |
| 32.   | Grzegorz Bodziana | Polska     | 0+2        | 31:17,2 | +3:07,8 |
| 41.   | Ryszard Szary     | Polska     | 3+2        | 32:17,7 | +4:08,3 |

### Bieg pościgowy – 12,5 km[10]
- Data: 19 lutego 2004

| Medal | Zawodnik              | Narodowość | Strzelanie | Wynik    | Strata  |
| ----- | --------------------- | ---------- | ---------- | -------- | ------- |
|       | Tomasz Sikora         | Polska     | 0+0+0+0    | 33:53,66 |         |
|       | Alexander Os          | Norwegia   | 0+0+2+2    | 36:02,50 | +2:08,9 |
|       | Jewgienij Trebuszenko | Rosja      | 2+0+1+1    | 36:15,19 | +2:21,5 |
| ...   | ...                   | ...        | ...        | ...      | ...     |
| 5.    | Wiesław Ziemianin     | Polska     | 1+1+1+1    | 36:29,02 | +2:35,4 |
| 30.   | Grzegorz Bodziana     | Polska     | 1+1+0+1    | 40:12,79 | +6:19,1 |
| 35.   | Ryszard Szary         | Polska     | 1+0+1+1    | 41:47,24 | +7:53,6 |

### Bieg indywidualny – 20 km[11]
- Data: 21 lutego 2004

| Medal | Zawodnik           | Narodowość | Strzelanie | Wynik     | Strata  |
| ----- | ------------------ | ---------- | ---------- | --------- | ------- |
|       | Tomasz Sikora      | Polska     | 0+1+2+0    | 55:07,9   |         |
|       | Dmitrij Jaroszenko | Rosja      | 1+0+0+0    | 55:19,9   | +12,0   |
|       | Aleksiej Czurin    | Rosja      | 0+0+0+0    | 55:23,6   | +15,7   |
| ...   | ...                | ...        | ...        | ...       | ...     |
| 19.   | Michał Piecha      | Polska     | 1+1+0+0    | 58:30,2   | +3:22,3 |
| 27.   | Wiesław Ziemianin  | Polska     | 2+2+1+2    | 1:00:18,5 | +5:10,6 |
| 40.   | Grzegorz Bodziana  | Polska     | 1+1+3+2    | 1:04:51,9 | +9:44,0 |

### Bieg sztafetowy – 4×7,5km[12]
- Data: 22 lutego 2004

| Medal | Drużyna                                                                           | Strzelanie                              | Wynik     | Strata  |
| ----- | --------------------------------------------------------------------------------- | --------------------------------------- | --------- | ------- |
|       | Niemcy · Michael Rösch · Jörn Wollschläger · Carsten Heymann · Daniel Graf        | 0+5 0+2 0+1 0+1 0+1 0+0 0+2 0+1 0+1 0+0 | 1:18:29,1 |         |
|       | Norwegia · Anstein Mykland · Alexander Os · Dag Bjørndalen · Tor Halvor Bjørnstad | 0+5 0+2 0+0 0+0 0+2 0+1 0+1 0+0 0+2 0+1 | 1:18:40,1 | +11,0   |
|       | Polska · Michał Piecha · Wiesław Ziemianin · Grzegorz Bodziana · Tomasz Sikora    | 0+3 1+5 0+0 0+0 0+1 0+0 0+1 1+3 0+1 0+2 | 1:19:48,5 | +1:19,4 |

## Wyniki mężczyzn (juniorzy)

### Bieg sprinterski – 10 km[13]
- Data: 18 lutego 2004

| Medal | Zawodnik            | Narodowość | Strzelanie | Wynik   | Strata  |
| ----- | ------------------- | ---------- | ---------- | ------- | ------- |
|       | Ondřej Moravec      | Czechy     | 1+0        | 29:59,1 |         |
|       | Władimir Szemiełow  | Rosja      | 0+0        | 30:26,5 | +27,4   |
|       | Juri Szolkawicz     | Białoruś   | 0+0        | 30:41,6 | +42,5   |
| ...   | ...                 | ...        | ...        | ...     | ...     |
| 18.   | Krzysztof Pływaczyk | Polska     | 0+0        | 32:30,4 | +2:31,3 |
| 32.   | Mirosław Kobus      | Polska     | 0+3        | 34:24,3 | +4:25,2 |
| 39.   | Stanisław Karpiel   | Polska     | 4+1        | 36:20,9 | +6:21,8 |

### Bieg pościgowy – 12,5 km[14]
- Data: 19 lutego 2004

| Medal | Zawodnik             | Narodowość | Strzelanie | Wynik    | Strata  |
| ----- | -------------------- | ---------- | ---------- | -------- | ------- |
|       | Ondřej Moravec       | Czechy     | 3+1+0+3    | 37:42,39 |         |
|       | Aleksander Kudraszew | Rosja      | 0+1+1+0    | 38:05,87 | +23,5   |
|       | Władimir Szemiełow   | Rosja      | 2+2+0+1    | 38:10,45 | +28,1   |
| ...   | ...                  | ...        | ...        | ...      | ...     |
| 24.   | Krzysztof Pływaczyk  | Polska     | 1+1+2+2    | 43:36,82 | +5:54,5 |
| 29.   | Mirosław Kobus       | Polska     | 1+1+3+2    | 45:11,35 | +7:29,0 |
| 30.   | Stanisław Karpiel    | Polska     | 0+1+2+2    | 46:24,16 | +8:41,8 |

### Bieg indywidualny – 15 km[15]
- Data: 21 lutego 2004

| Medal | Zawodnik           | Narodowość | Strzelanie | Wynik   | Strata   |
| ----- | ------------------ | ---------- | ---------- | ------- | -------- |
|       | Matej Kazár        | Słowacja   | 0+0+0+2    | 43:22,3 |          |
|       | Klemen Bauer       | Słowenia   | 0+2+1+1    | 44:06,0 | +43,7    |
|       | Ołeh Bereżny       | Ukraina    | 0+1+0+0    | 44:08,4 | +46,1    |
| ...   | ...                | ...        | ...        | ...     | ...      |
| 8.    | Stanisław Karpiel  | Polska     | 1+1+0+0    | 46:34,1 | +3:11,8  |
| 28.   | Kazimierz Obrochta | Polska     | 1+2+0+1    | 51:25,6 | +8:03,3  |
| 30.   | Mirosław Kobus     | Polska     | 1+3+1+3    | 52:21,0 | +8:58,7  |
| 34.   | Łukasz Witek       | Polska     | 0+4+1+2    | 54:22,8 | +11:00,5 |

### Bieg sztafetowy – 4×7,5km[16]
- Data: 22 lutego 2004

| Medal | Drużyna                                                                                   | Strzelanie                              | Wynik     | Strata  |
| ----- | ----------------------------------------------------------------------------------------- | --------------------------------------- | --------- | ------- |
|       | Białoruś · Andrej Sławnikow · Juri Szolkawicz · Aleksander Mytnik · Władimir Miklaszewski | 1+6 0+7 0+0 0+1 0+0 0+2 1+3 0+2 0+3 0+2 | 1:25:39,4 |         |
|       | Ukraina · Ihor Jaszczenko · Serhij Sedniew · Ołeksandr Kołos · Ołeh Bereżny               | 0+4 0+7 0+1 0+3 0+2 0+1 0+1 0+3 0+0 0+0 | 1:26:22,3 | +42,9   |
|       | Słowenia · Peter Dokl · Klemen Bauer · Andraž Semrov · Gregor Brvar                       | 0+9 2+9 0+3 1+3 0+3 0+2 0+0 0+1         | 1:27:06,1 | +1:26,7 |
| ...   | ...                                                                                       | ...                                     | ...       | ...     |
| 6.    | Polska · Kazimierz Obrochta · Stanisław Karpiel · Krzysztof Pływaczyk · Mirosław Kobus    | 3+9 2+9 1+3 0+2 0+0 0+3 0+3 0+1 2+3 2+3 | 1:35:05,6 | +9:26,2 |

## Tabela Medalowa
| Miejsce | Państwo  |   |   |   | Razem |
| ------- | -------- | - | - | - | ----- |
| 1.      | Rosja    | 4 | 5 | 5 | 14    |
| 2.      | Białoruś | 3 | 3 | 3 | 9     |
| 3.      | Polska   | 3 | 3 | 1 | 7     |
| 4.      | Czechy   | 2 |   | 2 | 4     |
| 5.      | Ukraina  | 1 | 2 | 1 | 4     |
| =6.     | Bułgaria | 1 |   | 1 | 2     |
| =6.     | Niemcy   | 1 |   | 1 | 2     |
| 8.      | Słowacja | 1 |   |   | 1     |
| 9.      | Norwegia |   | 2 |   | 2     |
| 10.     | Słowenia |   | 1 | 1 | 2     |
| 11.     | Rumunia  |   |   | 1 | 1     |